# Поджириденти
Поджириде́нти (итал. Poggiridenti) — коммуна в Италии, в провинции Сондрио области Ломбардия.
Население составляет 1807 человек, плотность населения составляет 904 чел./км². Занимает площадь 2 км². Почтовый индекс — 23020. Телефонный код — 0342.
Покровителем коммуны почитается святой Фиделий.